# Kasachischer Fußballpokal 2010
Der Kasachische Fußballpokal 2010 war die 19. Austragung des Pokalwettbewerbs im Fußball in Kasachstan. Pokalsieger wurde Lokomotive Astana, der sich im Finale gegen Schachtjor Qaraghandy durchsetzte.
Durch den Sieg im Finale qualifizierte sich Lokomotive für die zweite Runde der UEFA Europa League 2011/12.

## Modus
Außer im Halbfinale wurde der Sieger in einem Spiel ermittelt. Stand es nach der regulären Spielzeit von 90 Minuten unentschieden, kam es zur Verlängerung von zweimal 15 Minuten und falls danach immer noch kein Sieger feststand zum Elfmeterschießen.
Das Halbfinale wurde in Hin- und Rückspiel ausgetragen. Bei Torgleichheit entschied zunächst die Anzahl der auswärts erzielten Tore, danach eine Verlängerung und schließlich das Elfmeterschießen.

## 1. Runde
16 Teams der Ersten Liga (2. Leistungsklasse) traten gegeneinander an.
| Datum      |                      | Ergebnis  |                       |
| ---------- | -------------------- | --------- | --------------------- |
| 18.04.2010 | Kaspij Aqtau         | 3:0       | FK Aqtöbe-Schas       |
| 18.04.2010 | Laschyn Karatau      | 2:1       | Qaisar Qysylorda      |
| 18.04.2010 | Spartak Semei        | 0:4       | Wostok Öskemen        |
| 18.04.2010 | Sunkar Kaskelen      | 2:1       | Ak-Bulak Talgar       |
| 18.04.2010 | Zesna Almaty         | 4:0       | FK Ile-Saulet         |
| 18.04.2010 | Bolat-AMT Temirtau   | 2:5       | FK Kasachmys Satpajew |
| 18.04.2010 | Gefest Qaraghandy    | 3:2 n. V. | FK Astana-64          |
| 19.04.2010 | Qysylschar Petropawl | 3:0       | Asbest Schitikara     |

## 2. Runde
| Datum      |                   | Ergebnis              |                       |
| ---------- | ----------------- | --------------------- | --------------------- |
| 24.04.2010 | Kaspij Aqtau      | 0:2                   | Laschyn Karatau       |
| 24.04.2010 | Wostok Öskemen    | 1:0                   | Sunkar Kaskelen       |
| 24.04.2010 | Gefest Qaraghandy | 3:2 n. V.             | Qysylschar Petropawl  |
| 24.04.2010 | Zesna Almaty      | 3:3 n. V. (5:4 i. E.) | FK Kasachmys Satpajew |

## Achtelfinale
Die zwölf Teams der Premjer-Liga stiegen in dieser Runde ein.
| Datum      |                        | Ergebnis |                       |
| ---------- | ---------------------- | -------- | --------------------- |
| 16.05.2010 | Laschyn Karatau        | 0:2      | FK Aqtöbe             |
| 16.05.2010 | Wostok Öskemen         | 1:2      | Tobyl Qostanai        |
| 16.05.2010 | Zesna Almaty           | 0:3      | Lokomotive Astana     |
| 16.05.2010 | Gefest Qaraghandy      | 0:4      | Schachtjor Qaraghandy |
| 16.05.2010 | Schetissu Taldyqorghan | 1:0      | FK Qairat Almaty      |
| 16.05.2010 | FK Atyrau              | 9:2      | Oqschetpes Kökschetau |
| 16.05.2010 | Ordabassy Schymkent    | 5:0      | Aqschajyq Oral        |
| 16.05.2010 | FK Taras               | 1:0      | Ertis Pawlodar        |

## Viertelfinale
| Datum      |                        | Ergebnis |                     |
| ---------- | ---------------------- | -------- | ------------------- |
| 26.09.2010 | Schetissu Taldyqorghan | 3:0      | FK Atyrau           |
| 26.09.2010 | Lokomotive Astana      | 1:0      | FK Taras            |
| 26.09.2010 | Schachtjor Qaraghandy  | 2:1      | FK Aqtöbe           |
| 26.09.2010 | Tobyl Qostanai         | 1:4      | Ordabassy Schymkent |

## Halbfinale
| Datum             |                        | Gesamt    |                     | Hinspiel | Rückspiel |
| ----------------- | ---------------------- | --------- | ------------------- | -------- | --------- |
| 19.10./10.11.2010 | Schetissu Taldyqorghan | 0:2       | Lokomotive Astana   | 0:1      | 0:1       |
| 19.10./10.11.2010 | Schachtjor Qaraghandy  | (a)2:2(a) | Ordabassy Schymkent | 0:1      | 2:1       |

## Finale
| Paarung               | Lokomotive Astana – Schachtjor Qaraghandy |
| Ergebnis              | 1:0 (1:0) |
| Datum                 | 14. November 2010 |
| Stadion               | Astana Arena, Astana |
| Zuschauer             | 9.000 |
| Schiedsrichter        | Igor Chisamutdinow |
| Tore                  | 1:0 Michail Roschkow (35.) |
| Lokomotive Astana     | Alexei Belkin – Maxim Samtschenko, Qairat Nurdäuletow, Michail Roschkow, Alexander Kirow – Marat Schachmetow, Maxim Asowski, Roman Pacholjuk (81. Sergei Ostapenko), Valeriu Andronic (89. Bobi Božinovski) – Mark Gurman (90.+2' Damir Dautow) Cheftrainer: Holger Fach ( Deutschland) |
| Schachtjor Qaraghandy | Alexander Grigorenko – Alexander Kislizyn, Sergei Kosjulin, Igor Pikalkin, Fedor Rudenko – Saša Đorđević, Sergei Schaff, Gediminas Vičius (69. Aldin Ðidić), Anatoli Bogdanow – Andrei Finontschenko, Dimitri Dubkow Cheftrainer: Askar Abildajew                                       |
| Gelbe Karten          | Michail Roschkow (58.), Valeriu Andronic (77.) – Anatoli Bogdanow (15.) |